# Суха Річка (Кемеровський округ)
Суха́ Рі́чка (рос. Сухая Речка) — присілок у складі Кемеровського округу Кемеровської області, Росія.

## Населення
Населення — 551 особа (2010; 490 у 2002).
Національний склад (станом на 2002 рік):
- росіяни — 93 %